# Shannon Bell
Pour l’article homonyme, voir Bell.
Shannon Bell, née le 5 juillet 1955, est une philosophe expérimentale et une activiste lesbienne, féministe canadienne. 

## Recherche
Shannon Bell est professeure et directrice du programme d'études supérieures au département de science politique de l'Université York à Toronto, au Canada. Elle enseigne la philosophie postmoderne, le féminisme postmoderne, la sexualité féminine, la culture numérique et les violences structurelles. 

## Activisme
Dans les années 1980, elle organise des performances avec Annie Sprinkle et Deborah Sundahl pour démontrer l'existence de l'éjaculation féminine. En 2010, elle publie Fast Feminism. Elle mesure vitesses, distances et quantités de l'éjaculation féminine. 
Stephanie Haerdle relate l'activisme de Shannon Bell dans son ouvrage Fontaines – Histoire de l’éjaculation féminine de la Chine ancienne à nos jours, publié en 2021.

## Publication
- Shannon Bell, Reading, writing, and rewriting the prostitute body, Bloomington, Indiana University Press, 1994 (ISBN 9780585000992)
- Shannon Bell, Whore carnival, Brooklyn, NY, Autonomedia, 1995 (ISBN 9781570270222)
- Bad attitude/s on trial: pornography, feminism, and the Judith Butler decision, Toronto Buffalo, University of Toronto Press, 1997 (ISBN 9781282045750)
- New socialisms futures beyond globalization, London New York, Routledge, 2004 (ISBN 9780203390894)
- Shannon Bell, Fast feminism, New York, Autonomedia, 2010 (ISBN 9781570271892)
- Subversive itinerary: the thought of Gad Horowitz, Toronto, University of Toronto Press, 2013 (ISBN 9781442645325)
- Gad Horowitz et Shannon Bell, éd. (2016). Le livre de la sémantique générale radicale (Delhi : Pencraft International) (ISBN 9789382178170).